# Wapienna (Góry Sowie)
Wapienna (niem. Kalkberg, 579 m n.p.m.; w wielu źródłach także Wapnica) – szczyt w Sudetach, we wschodniej części pasma Gór Sowich.
Jest to charakterystyczna góra w Garbie Dzikowca. U podnóża po zachodniej stronie leży wieś Dzikowiec.
Masyw o złożonej budowie geologicznej, w której występują: dolnokarbońskie łupki szarogłazowe, brekcje gabrowe, zlepieńce, wapienie z dobrze zachowanymi skamieniałościami, gornokarbońskie wapienie oraz piaskowce, zlepieńce i łupki warstw żaclerskich z pokładami węgla kamiennego oraz permskie (czerwony spągowiec) piaskowce, zlepieńce i porfiry. Na południowym zboczu góry znajdują się wyrobiska nieczynnego kamieniołomu. Występują tu skałki, zbudowane między innymi z wapieni zwanych klimeniowymi. Nazwa ta pochodzi od skamieniałych klimenii, które występują w tych wapieniach.
Od nazwy wzgórza pochodzi nazwa wydzielenia litostratygraficznego – formacji z Wapnicy (lub formacji Wapnicy).